# Gorila

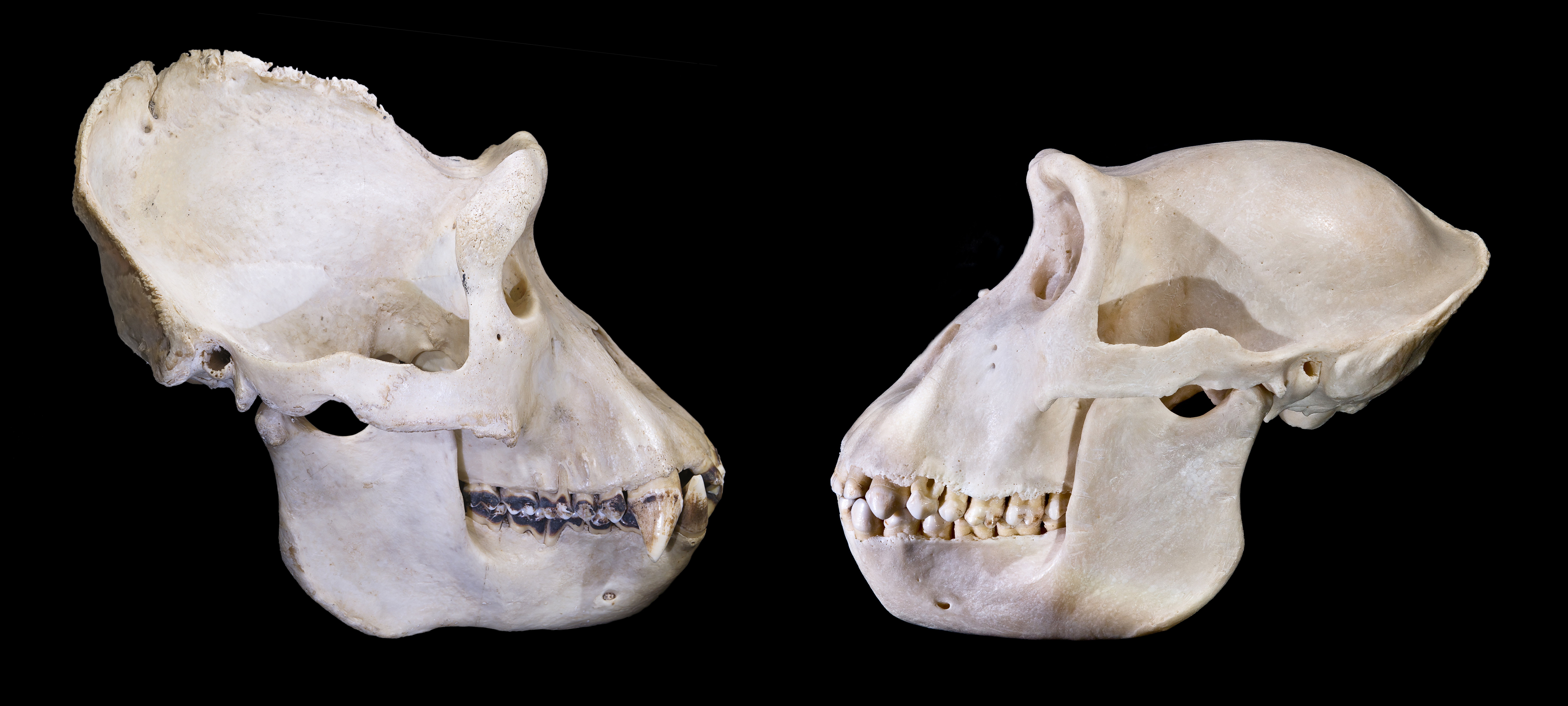
Sexuální dimorfismus lebky

Gorila (Gorilla) je rod největších žijících primátů. Žijí na zemi a jsou převážně býložravé. Obývají lesy střední Afriky. Gorily se dělí na dva druhy a čtyři poddruhy (podle některých biologů pět poddruhů). DNA gorily je z 98 až 99 % shodná s DNA člověka a po šimpanzích jsou gorily nejbližší příbuzní člověka.
Gorily obývají tropické a subtropické lesy. Ačkoliv se jejich výskyt omezuje jen na několik procent rozlohy Afriky, jejich biotopy pokrývají velký rozsah nadmořských výšek. Gorila východní žije v pohoří Virunga ve výškách 2225 až 4267 m nad mořem. Gorila západní žije v hustých lesích a mokřinách i v úrovni mořské hladiny.

## Etymologie
Americký lékař a misionář Thomas Staughton Savage a přírodovědec Jeffries Wyman poprvé popsali Gorilu západní (nazvali ji Troglodytes gorilla) v roce 1847 podle exempláře získaného v Libérii. Název byl odvozen od řeckého Gorillai („kmen chlupatých žen“) popsaném kartaginským objevitelem Hannonem Mořeplavcem, který pravděpodobně kolem roku 480 př. n. l. navštívil území dnešní Sierra Leone.

## Evoluce a klasifikace

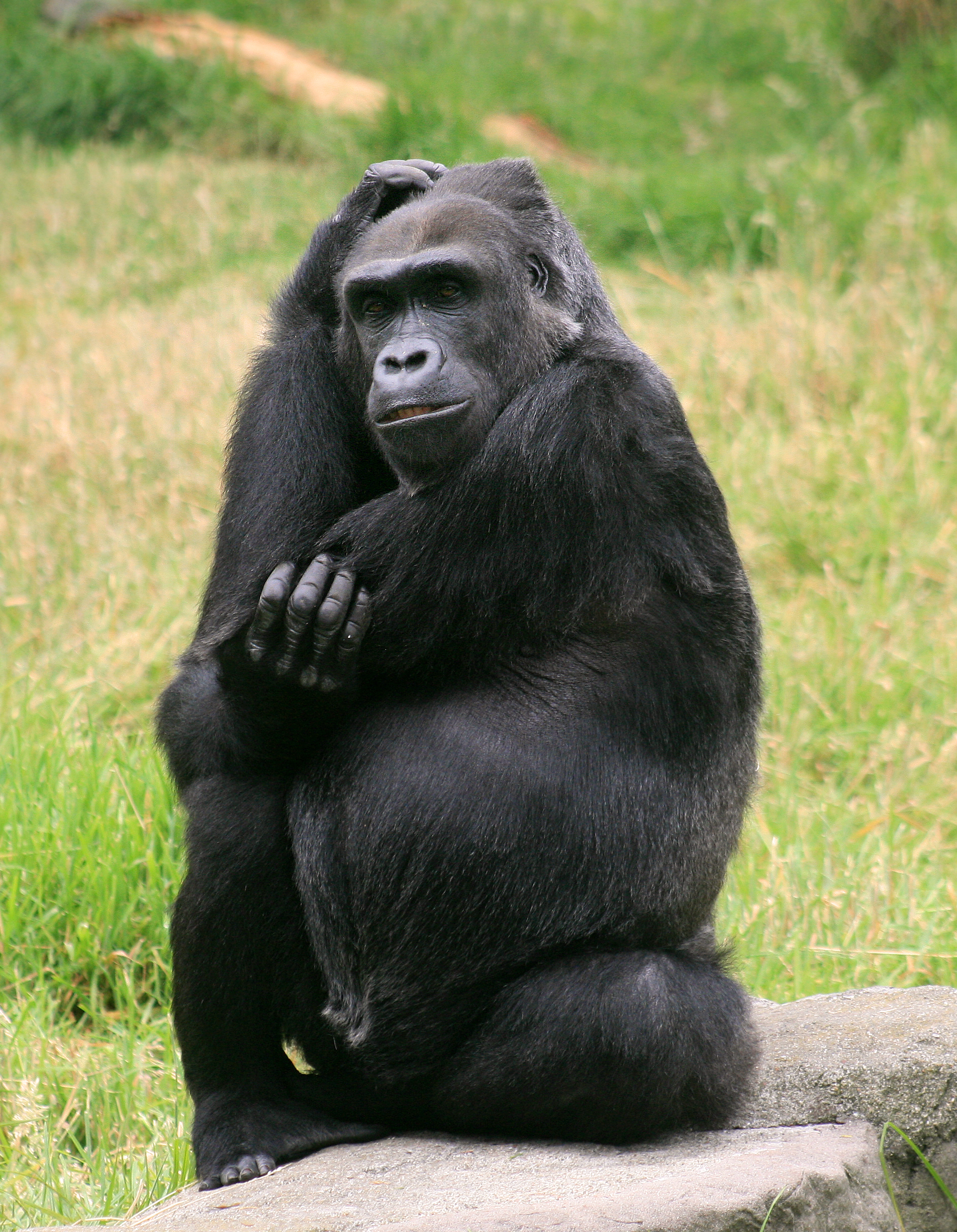
Samice gorily

Nejbližším příbuzným gorily jsou šimpanzi a lidé, od nichž se gorily oddělily přibližně před sedmi miliony let. Lidský genom se liší v průměru jen o 1,6 % od odpovídajících genů gorily. Větší rozdíl však spočívá v tom, kolik kopií stejných genů každý genom má.
Do nedávna se gorily řadily do jediného druhu se třemi poddruhy: gorila nížinná západní, gorila nížinná východní a gorila horská. Dnes panuje téměř konsensus, že se gorila dělí na dva druhy a každý z nich na dva poddruhy.
Primatologové pokračují ve výzkumu vztahů mezi různými populacemi goril. Druhy a poddruhy uvedené v tomto článku odpovídají klasifikaci, na které se dnes shoduje většina odborníků.
- rod gorila (Gorilla)
  - gorila západní (Gorilla gorilla)
    - gorila nížinná (Gorilla gorilla gorilla)
    - gorila nigerijská (Gorilla gorilla diehli)

  - gorila východní (Gorilla beringei)
    - gorila horská (Gorilla beringei beringei)
    - gorila východní (Gorilla beringei graueri)

Někteří biologové rozdělují gorilu východní na tři poddruhy. Nový poddruh zatím má název gorila bwindská a do tohoto nového poddruhu by patřila populace asi 350 horských goril žijících v lesích Bwindi.

### Další klasifikace
Systematika zařazení goril se několikráte pozměnila, vždyť původně zde byl jediný druh se dvěma poddruhy. Navíc nebyly vůbec sjednoceny české názvy, někdy prostě kopírovaly anglické a jindy se objevovaly české. V poslední době se u nás používalo např. toto zatřídění:
- rod gorila (Gorilla) I. Geoffroy, 1853
  - gorila nížinná (Gorilla gorilla) Savage, 1847
    - gorila nížinná (Gorilla gorilla gorilla)
    - gorila nigerijská (Gorilla gorilla diehli) Matschie, 1914
    - gorila bwindská (Gorilla gorilla bwindi)

  - gorila horská (Gorilla beringei) Matschie, 1903
    - gorila horská (Gorilla beringei beringei)
    - gorila východní (Gorilla beringei graueri) [8]

V březnu 2010 publikoval evoluční antropolog, paleoantropolog a primatolog Václav Vančata z Katedry biologie a ekologické výchovy Pedagogické fakulty Univerzity Karlovy nové revidované systematické zařazení goril.[zdroj⁠?!] Došlo se k němu na podkladě přezkoumání starších kosterních pozůstatků z muzejních sbírek a použití nových metod, především v molekulární genetice.
- rod gorila (Gorilla) I. Geoffroy, 1853
  - gorila nížinná (Gorilla gorilla) Savage, 1847
    - gorila nížinná západní (Gorilla gorilla gorilla)
    - gorila nížinná východní (Gorilla gorilla graueri) Matschie, 1914
    - gorila nížinná nigerijská (Gorilla gorilla diehli) Matschie, 1904

  - gorila horská (Gorilla beringei) Matschie, 1903
    - gorila horská (Gorilla beringei beringei)[9]

## Popis
Gorily se pohybují zvláštní chůzí, kdy se opírají o klouby předních končetin. Dospělí samci měří 165–175 cm a váží 140–204,5 kg, byl však v přírodě zaznamenán i jedinec vysoký přes 183 cm a vážící 225 kg. Dospělé samice často váží jen polovinu hmotnosti plně vyvinutého samce. V zajetí někdy obézní gorily přesáhnou 270 kg. Stavba obličeje se vyznačuje podkusem, tj. jejich spodní čelist přesahuje čelist horní.
Oproti gorile západní je gorila východní (zejména gorila horská) zbarvena tmavěji. Gorila horská má rovněž ze všech gorilích poddruhů nejmohutnější srst. Západní nížinná gorila může být zbarvena šedě nebo hnědě, s čelem do červena. Gorila nížinná je v porovnání s mohutnou gorilou horskou hbitější a stavba jejího těla je méně robustní.
Téměř všechny gorily mají krevní skupinu B. Podobně jako u člověka má každá gorila jedinečné otisky prstů.

## Etologie

### Sociální chování
Stříbrohřbetý samec (angl. Silverback) je samec, kterému se přibližně ve 12 letech věku objeví viditelný pruh stříbrné srsti na hřbetu. Tito samci mají výrazné špičáky, které se vyvíjí i během dospělosti. Stříbrohřbetí samci jsou silní jedinci s dominantními sklony a většinou vedou skupinu. Velikost skupin se pohybuje v rozpětí od 5 do 30 jedinců a vůdce skupiny se mezi nimi těší největší pozornosti. Vůdce je zodpovědný za rozhodnutí týkající se celé skupiny, urovnává ve skupině konflikty, určuje přesuny skupiny za potravou a je zodpovědný za bezpečí a prosperitu skupiny.

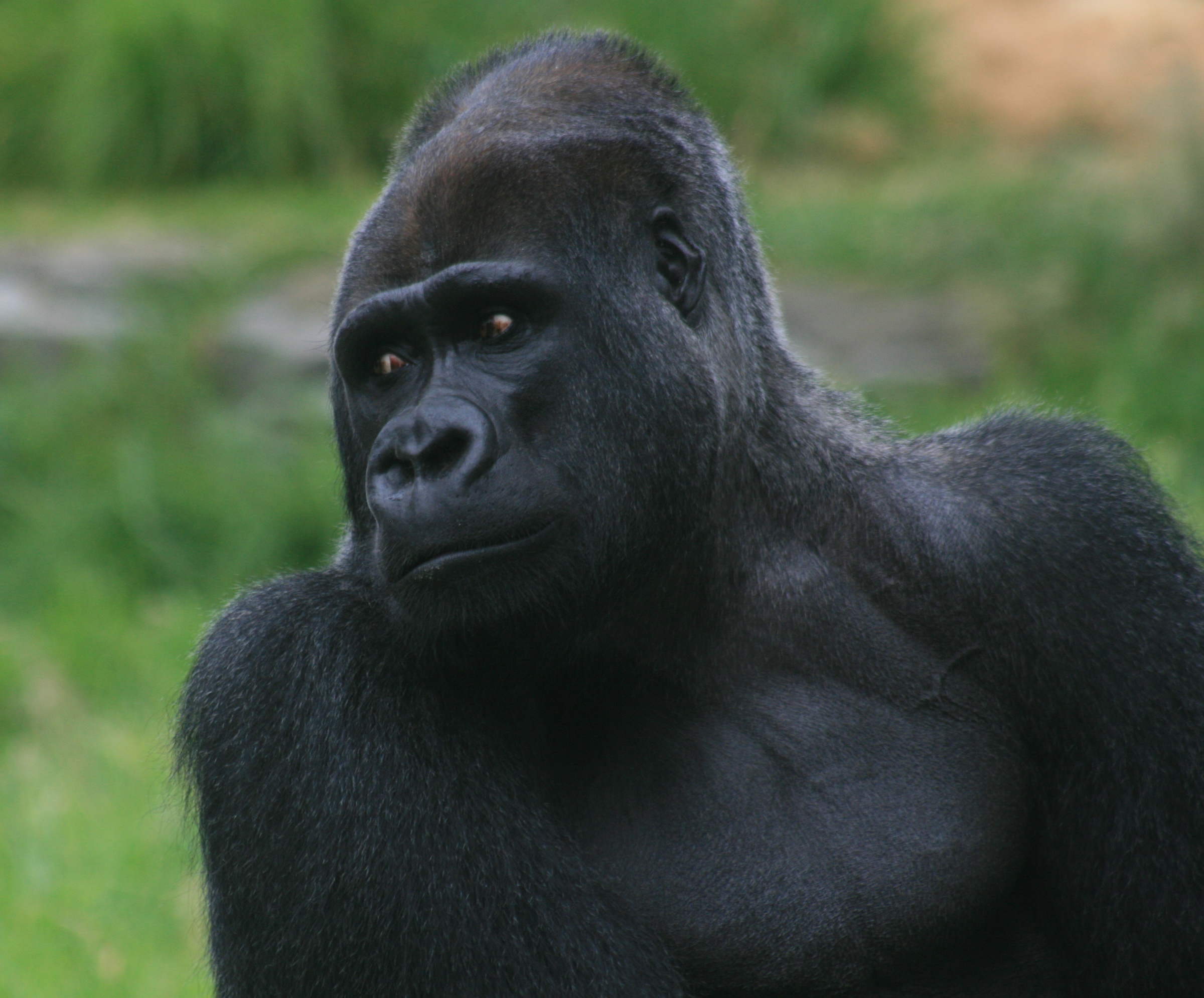
Stříbrohřbetý samec

Černohřbetý samec je sexuálně vyspělý samec do zhruba 11 let věku. Černohřbetí samci vůdci pomáhají v ochraně skupiny. Samci začínají opouštět svou rodnou skupinu kolem svého jedenáctého roku života. Žijí sami nebo ve skupince dalších takových samců obvykle 2–5 let, než jsou schopni zaujmout samice a založit s nimi novou skupinu.
O potomky se starají matky, po 3 až 4 letech své mladé odstavují. Péči o tyto odstavené jedince pak přebírá vůdce skupiny, ale jeho péče nikdy nedosahuje úrovně péče o malá mláďata.
Pokud některý z mladých samců skupiny nebo nějaký cizí samec vyzve stříbrohřbetého samce k boji o vůdčí postavení ve skupině, vůdce vydává hlasité skřeky, buší do hrudníku, láme větve, odhaluje zuby a pak (pokud vyzyvatel neustoupí) zaútočí. Někdy mladší samec uspěje a převezme vedení skupiny od staršího jedince. Pokud vůdce skupiny zahyne kvůli nemoci, nehodě nebo boji, skupina se většinou rozpadne a její členové se rozptýlí a přidávají se k jiným skupinám. Občas celou skupinu převezme jiný samec, ten v tom případě často zabije mláďata předchozího vůdce skupiny.
Přímá pozorování a počítačové modely ukázaly, že maximální rychlost běhu těchto velkých primátů činí na krátkou vzdálenost až 31,5 km/h (8,8 m/s).

### Potrava

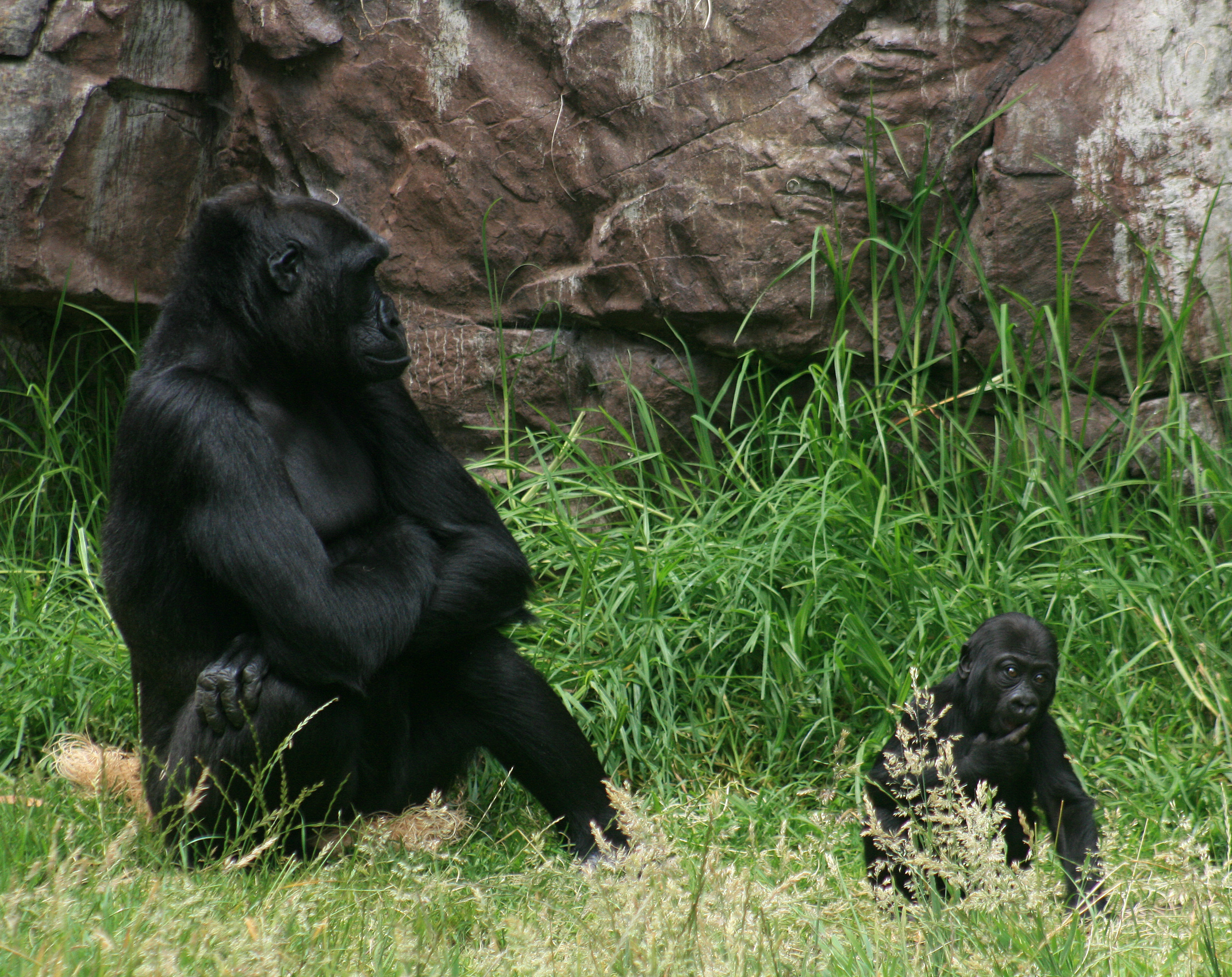
Samice gorily s mládětem

Jakožto býložravci se gorily živí hlavně ovocem, listy a výhonky. Občas pozřou i nějaký malý hmyz. Největší část dne se gorily věnují konzumací potravy. Jejich mohutné čelistní svaly a silné zuby jim umožňují rozmělňovat tuhé rostliny jako například bambus. Gorily nížinné se krmí hlavně ovocem, zatímco gorily horské spíše bylinami, stonky a kořínky.

### Rozmnožování
Doba březosti trvá asi 8,5 měsíce. Mezi porody uplynou obvykle 3–4 roky a po tuto dobu se matky obvykle o své potomky starají. Samice dospívají mezi 10 a 12 lety (v zajetí dříve), samci okolo 11 až 13 let. Gorily se dožívají 30–50 let, ale existují výjimky. Například v dallaském ZOO se gorila Jenny dožila 55 let. První gorila nížinná narozená v lidské péči (1956) - samice Colo - žila v zoo v americkém Columbusu a uhynula v lednu 2017 ve věku 60 let. V roce 2024 je ve věku 67 let nejstarší známou gorilou nížinnou samice Fatou (ročník 1957, narozena v přírodě západní Afriky) žijící v zoo v Berlíně.
Gorily občas provozují sex v poloze tváří v tvář. Toto chování bylo dříve známo pouze u člověka a u šimpanze bonobo.

## Inteligence
Gorily jsou blízce příbuzné člověku a jsou považovány za velmi inteligentní. Několik jedinců v zajetí, jako například gorila Koko, se naučila část znakového jazyka.

### Používání nástrojů

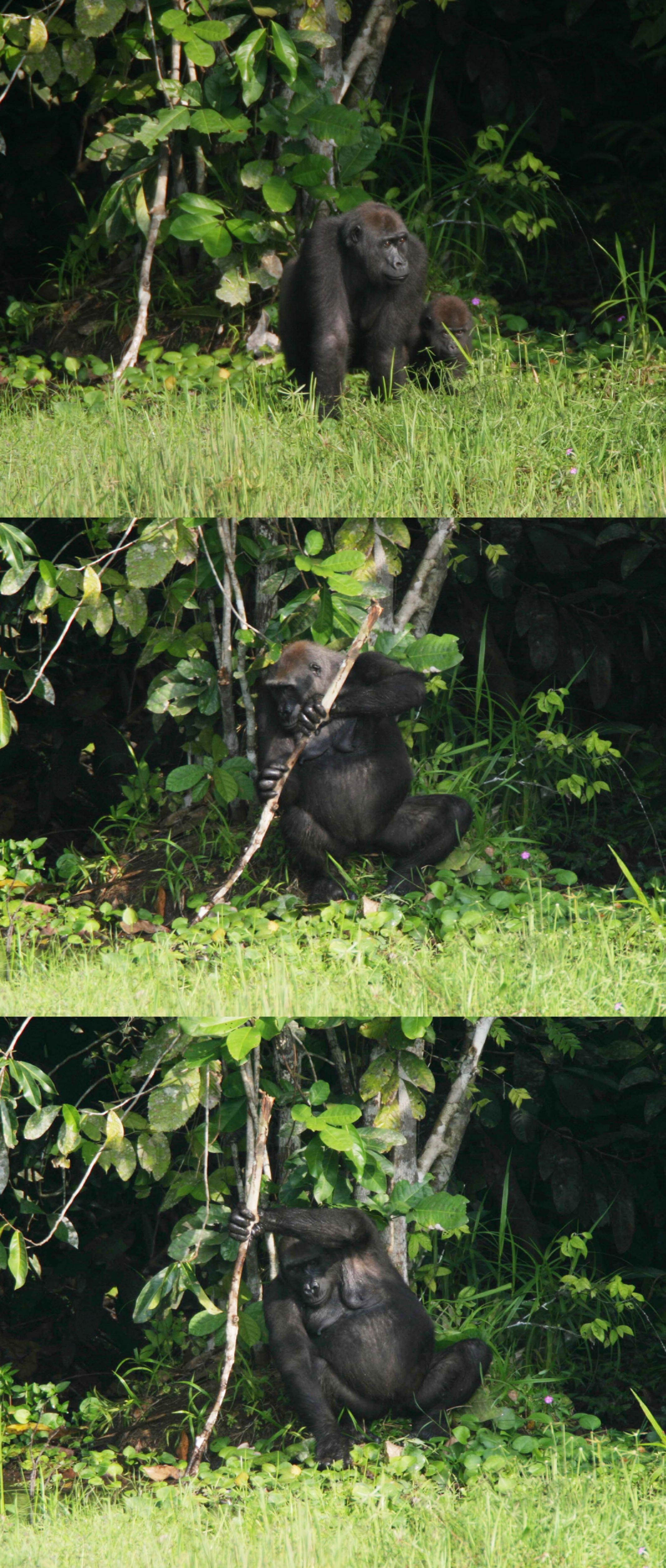
Samice gorily používající kmen stromu jako oporu při rybaření

Tým vedený Thomasem Breuerem z Wildlife Conservation Society pozoroval v září 2005, jak gorily používají v přírodě nástroje. V národním parku Nouabalé-Ndoki v Kongu zaznamenali gorilí samici, jak používá klacek ke zjištění hloubky vody při překračování bažiny. Jiná samice používala pahýl stromu jako most a opěru při lovu ryb. To znamená, že podle našich znalostí všichni lidoopi využívají nástroje.
V září 2005 byla v Kongu pozorována asi dva a půl roku stará gorila, jak používala kámen k rozbíjení palmových ořechů. Ačkoliv to bylo první takové pozorování gorily, u šimpanzů je používání nástrojů známo více než 40 let (šimpanzi používají klacek při vytahování termitů z termitiště). Všichni lidoopi jsou vybaveni schopností uchopit předměty s dostatečnou přesností, aby je mohli používat jako jednoduché nástroje a případně i jako zbraně, pokud příhodnou větev použijí jako kyj.

## Výzkum
Slovo „gorila“ pochází od kartaginského objevitele Hannona Mořeplavce při výpravě k západnímu africkému pobřeží. Expedice narazila na „hrubé lidi, z nichž většina byly ženy, jejich těla byla zarostlá a která průvodci nazývali Gorilami“. Slovo bylo později použito pro pojmenování zoologického druhu, přestože není jisté, zda se Kartaginci setkali opravdu s gorilami nebo s nějakým jiným živočišným druhem či snad s místními lidmi.
Americký lékař a misionář Thomas Staughton Savage získal první vzorky (lebku a další kosti) během pobytu v Libérii. Savage spolu s přírodovědcem Jeffriesem Wymanem vědecky popsali druh Troglodytes gorilla v roce 1847 v Proceedings of the Boston Society of Natural History, který je dnes znám pod označením gorila západní. Další druhy a poddruhy gorily byly popsány v několika následujících letech.
Prvním člověkem ze západu, který spatřil živou gorilu, byl cestovatel Paul du Chaillu, který procestoval rovníkovou Afriku mezi lety 1856 a 1859. Roku 1861 přivezl mrtvé exempláře do Anglie.
První systematický výzkum se konal až po roce 1920, kdy Carl Akeley z Amerického přírodovědného muzea odcestoval do Afriky, aby gorilu ulovil a vycpal. Při jeho první cestě ho doprovázela spisovatelka Mary Bradleyová s manželem. Po výpravě Bradleyová napsala „Po stopách gorily“ (On the Gorilla Trail). Později se Bradleyová stala zastáncem ochrany goril a napsala na toto téma několik dalších knih, zejména pro děti. Na sklonku 20. let a začátku 30. let 20. století se o další výzkum zasloužil Robert Yerkes a jeho žena Ava, když do Afriky vyslali Harolda Birghama. Roku 1929 Yerkes také vydal knihu o lidoopech.
Po druhé světové válce byl jedním z nejvýznačnějších vědců zabývajících se výzkumem primátů George Schaller. Roku 1959 uspořádal systematický výzkum goril horských ve volné přírodě a publikoval svou práci. K dalšímu významnému pokroku došlo na popud Louise Leakeyho a National Geographic, když Dian Fosseyová provedla mnohem delší a ucelenější výzkum goril horských. Publikace Fosseyové vyvracely mnoho mýtů, které se ke gorilám vztahovaly, včetně ten o jejich násilné povaze. Ovšem další bádání ukázalo, že násilí patří do vzorců chování goril a je součástí jejich života.

## Ohrožení
Oba druhy gorily jsou ohrožené. Gorily byly dlouho cílem pytláků. Dále gorily ohrožuje likvidace jejich biotopu a obchod s divokou zvěří. V roce 2004 doslova vyhubil populaci několika set goril v národním parku Odzala v Kongu virus Ebola. Podle studie z roku 2006 uveřejněné v časopise Science zabila Ebola okolo 5000 goril ve střední Africe. Studie přímo naznačuje, že spolu s komerčním lovem virus ebola přímo ohrožuje přežití goril jako druhu.
O zachování druhu se mimo jiné snaží tyto projekty a organizace: Projekt přežití lidoopů (Great Apes Survival Project, GRASP), což je partnerský projekt Programu OSN pro životní prostředí a organizace UNESCO, dále mezinárodní Smlouva o ochraně goril a jejich biotopu (Agreement on the Conservation of Gorillas and Their Habitats) uzavřená v rámci Úmluvy o ochraně stěhovavých druhů volně žijících živočichů (Convention on the Conservation of Migratory Species of Wild Animals). Tato smlouva, která vstoupila v platnost 1. června 2008 je první právnický instrument zavazující specificky k ochraně goril.

## Obraz goril v kultuře
Už od doby, kdy se po roce 1860 staly v západním světě předmětem zájmu, se gorily opakovaně objevují v uměleckých dílech a médiích. Gorily se například objevily ve fikčních filmech King Kong, v mnoha zpracování příběhů o Tarzanovi a o Barbaru Conanovi, kde se gorily staly protivníky či naopak vychovatelem hlavních postav.
Mezi starší příklady české literatury inspirované gorilou patří např. divadelní fraška Josefa Wenziga Gorilla vydaná roku 1871 (ve které vystupuje „Radomír, vystavovatel vycpaných gorill“) nebo verše Františka Gellnera z roku 1903:
...
Za ženu vezmu si gorilu.

Myslím, že shodneme se.

Má srdce divoké jako já

a též je bez konfese.

František Gellner, Konečně je to možná věc, 1903

## Vývoj českého pravopisu
České zdroje z 19. století užívají německý (latinský) pravopis gorilla.